# IC 3156
IC 3156 је спирална галаксија у сазвјежђу Дјевица која се налази на листи објеката дубоког неба у Индекс каталогу.
Деклинација објекта је + 9° 8' 55" а ректасцензија 12h 19m 44,2s. Привидна величина (магнитуда) објекта IC 3156 износи 14,6 а фотографска магнитуда 15,4. IC 3156 је још познат и под ознакама MCG 2-32-3, CGCG 70-11, VCC 363, PGC 39703.